# Arc-sous-Cicon
Arc-sous-Cicon település Franciaországban, Doubs megyében. Lakosainak száma 751 fő (2022. január 1.). Arc-sous-Cicon Les Premiers-Sapins, Passonfontaine és Gilley községekkel határos.

## Népesség
A település népességének változása:
| Lakosok száma | 648  | 604  | 507  | 603  | 669  | 676  | 665  | 707  | 717  | 751  |
|               | 1968 | 1982 | 1990 | 2006 | 2013 | 2015 | 2017 | 2019 | 2020 | 2022 |